# تاريخ سوريا ولبنان وفلسطين
تاريخ سوريا ولبنان وفلسطين (بالإنجليزية: History of Syria: including Lebanon and Palestine)‏  هو كتاب كتبه فيليب خوري حتي ونشر في عام 1951.

## كتبو عنه
كتبت شركة أمازون عن الكتاب :
إنه لمحة تاريخية رائعة عن الأرض التي ازدحمت بالكثير من الأحداث التاريخية والثقافية ربما أكثر من أية بقعة جغرافية من حجمٍ مساوٍ. لأن سوريا قد اخترعت أو نقلت إلى البشرية فوائد مثل الديانة التوحيدية والفلسفة والقانون والتجارة والزراعة وأبجديتنا.